# Матіас Рамон Мелла

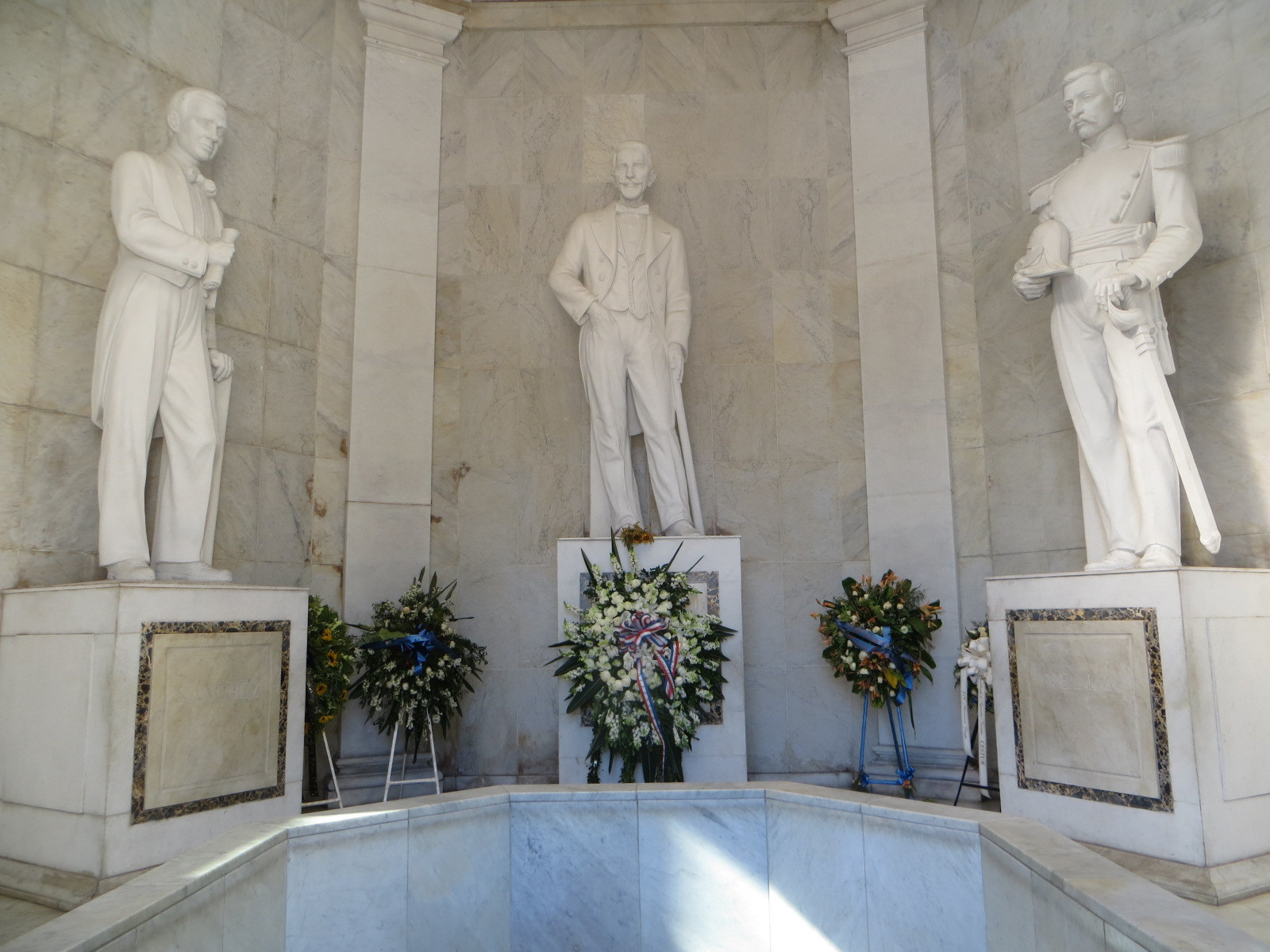
Гробниці батьків-засновників: Санчеса. Дуарте, Мелли. Алтар-де-ла-Патрія, Санто-Домінго

Матіас Рамон Мелла Кастільйо (ісп. Matías Ramón Mella Castillo; 25 лютого 1816 — 4 червня 1864) — домініканський військовик і політик. Національний герой і батько-засновник Домініканської Республіки.Домініканці вважають його та Дуарте Хуан Пабло Дуарте, Санчес Франсіско дель Розаріо за батьків-засновників Домініканської респцбліки. «Орден За заслуги Санчеса, Дуарте і Мелли» названий на честь цих людей.
Будучи членом руху за незалежність, Мелла втілив войовничий і рішучий запал, став відомим тим, що вистріливши зі свого мушкетону в ніч на 27 лютого 1844 року на Пуерта-дель-Конте, дав цим знак керівникам повстання.

## Життєпис

### Ранні роки
Мелла народився 25 лютого 1816 року в Санто-Домінго, в родині Антоніо Мелла Альварес (1794—1837) і Франциски Хав'єри Кастільйо Альварес (1790—1864).
У 1835 році, підчас гаїтянської окупації, відповідав за спільноту Сан-Крістобаль. Там він присвятив себе справі обробки деревини, діяльності, якою також займався Антоніо Дуверге, що свідчить про те, що обидва лідери познайомилися вже в ті часи.
Близько 1836 року, коли йому виповнилося двадцять років, Мелла одружився з Хосефою Бреа, яка належала до впливової родини в країні. Згодом у родині народилося чотири дитини: Матіас Рамон, Домінга Амеріка Марія, Антоніо Ніканор і Ільдефонсо. Придбав своє майно, вже перебуваючи у шлюбі, частину успадкував після смерті батька в лютому 1864 року.

### Участь в Тринітарії
Остаточно невідомо, коли Мелла познайомився з Дуарте, який заснував «Тринітарію». Він стає членом організації разом з Санчесом і Феліксом Маріа дель Монте. Дуарте бачив у Меллі учня виняткових умов і призначив його на заміну Хуана Непомуцена Равело, коли той не зміг домовитися з лідерами Гаїті, щоб організувати рух «Реформа».
У січні 1843 року Мелла отримав завдання від Дуарте, поїхати до гаїтянського села Лос-Кайос-де-Сан-Луїс, на півдні острова, щоб вступити в контакт з реформаторськими революціонерами яки діяли проти гаїтянського президента Жана-П'єра Бойера.
Він зробив можливим союз між тринітаріями і гаїтянськими реформаторами, які воювали з Бойером. Це призвело, що 16 січня 1844 року був підписаний акт про поділ, який проголосив необхідність відокремитись від гаїтянського гніту і формалізувати союз лібералів і консерваторів. Під час війни за незалежність він зайняв північний регіон Сібао, щоб запобігти проникненню з Гаїті.

## Республіканські часи
1 березня 1844 року він став членом новоствореної Тимчасової ради часів Першої республіки, а через кілька днів виїхав до Сібао, де обійняв посаду губернатора Сантьяго і став делегатом Центрального уряду. Став головним політичним і військовим керівником найбільш важливого регіону країни.
Після проголошення незалежності Мелла проголосив Дуарте президентом центральної уряду Хунти з метою запобігання будь-якому прихильникові колоніалізму від співпраці з окупаційною владою. Такі дії примусили Педро Сантану вигнати його з країни.
Мелла повернувся до країни в 1848 році після амністії президента Мануеля Хіменеса і приєднався до консерваторів під керівництвом Педро Сантани, і був його прибічником поки в 1861 році, той не приєднав Домінікану до Іспанії.
Він мав звання генерала Національної армії і перевів Хосе Марію Імберта з Моки, який став його «правицею» і допомагав йому у військовому командуванні. Коли почалася битва за Сантьяго, Мелла, який не був на полі бою, дав перші вказівки і обрав Імберта своїм лейтенантом (заступником).
Коли гаїтянський лідер Фостен-Елі Сулук вторгся в країну, Мелла приєднався до армії, видзначившись у битві під Лас Каррерас, і став секретарем Педро Сантани. Після відставки президента Мануеля Хіменеса та обрання президентом Буенавентури Баеса у вересні 1849 року Мелла був призначений держсекретарем з питань фінансів і торгівлі.
Коли виникла ворожнеча між Сантаною і Баесом, Мелла вирішив встати на сторону першого. Однак упертість Сантани в його бажанні приєднати країну до Іспанії, відгорнула Меллу від нього. Між 1849 і 1861 роками Мелла відходить від Сантани через його проєкт анексії.
Мелла обіймав посади командувача збройними силами, міністра оборони, губернатора Сантьяго, повноважного міністра і посланника надзвичайної спеціальної місії при іспанському уряді. У липні 1856 року йому було доручено підготувати законопроєкт про організацію армію.
У серпні 1863 року він подорожував на південь, перетинаючи Центральний хребет через Констанцу, з наказом організувати відновлення військ, підпорядкованих Педро Флорентино. Під час реставрації він був призначений міністром оборони і у січні 1864 випустив партизанський військовий посібник.

## Смерть
Мелла обіймав посаду віце-президента Домініканської Республіки, коли в Грато-де-Капіталіно він не захворів на дизентерію. Незадовго до смерті він попрохав, щоб його залишки були загорнуті в Національний прапор.
Він помер 4 червня 1864 року, в невеликому будинку біля Форталези Сан-Луїс, в Сантьяго. Його поховали, поряд з Дуарте і Санчесом, в Алтар-де-ла-Патрія (Вівтар Батьківщини). З трьох великих діячів Домініканської республіки XIX століття, засновників республіки, Матіас Рамон Мелла уявляв з себе войовничий і рішучий символ і найбільш пристосований до політичної діяльності докапіталістичного суспільства.